# Blomard
 Blomard  là một xã ở tỉnh Allier thuộc miền trung nước Pháp.